# Pałac w Łojowicach
Pałac w Łojowicach (niem. Schloss Louisdorf) – zabytkowy pałac w Łojowicach – wsi w Polsce, w województwie dolnośląskim, w powiecie strzelińskim, w gminie Wiązów.

## Historia
Pałac został wybudowany w 1848, w stylu neorenesansowym. Główny korpus pochodzi z drugiej połowy XIX w., a skrzydło z początków XX w. Dwukondygnacyjna budowla zbudowana jest na planie litery L. Dachy są pokryte dachówką, nad głównym korpusem budynku jest mansardowy dach z lukarnami. Obiekt jest częścią zespołu pałacowego, w skład którego wchodzi jeszcze park z XIX/XX w. można tu zobaczyć dawną oranżerię z drugiej połowy XIX w.

## Galeria

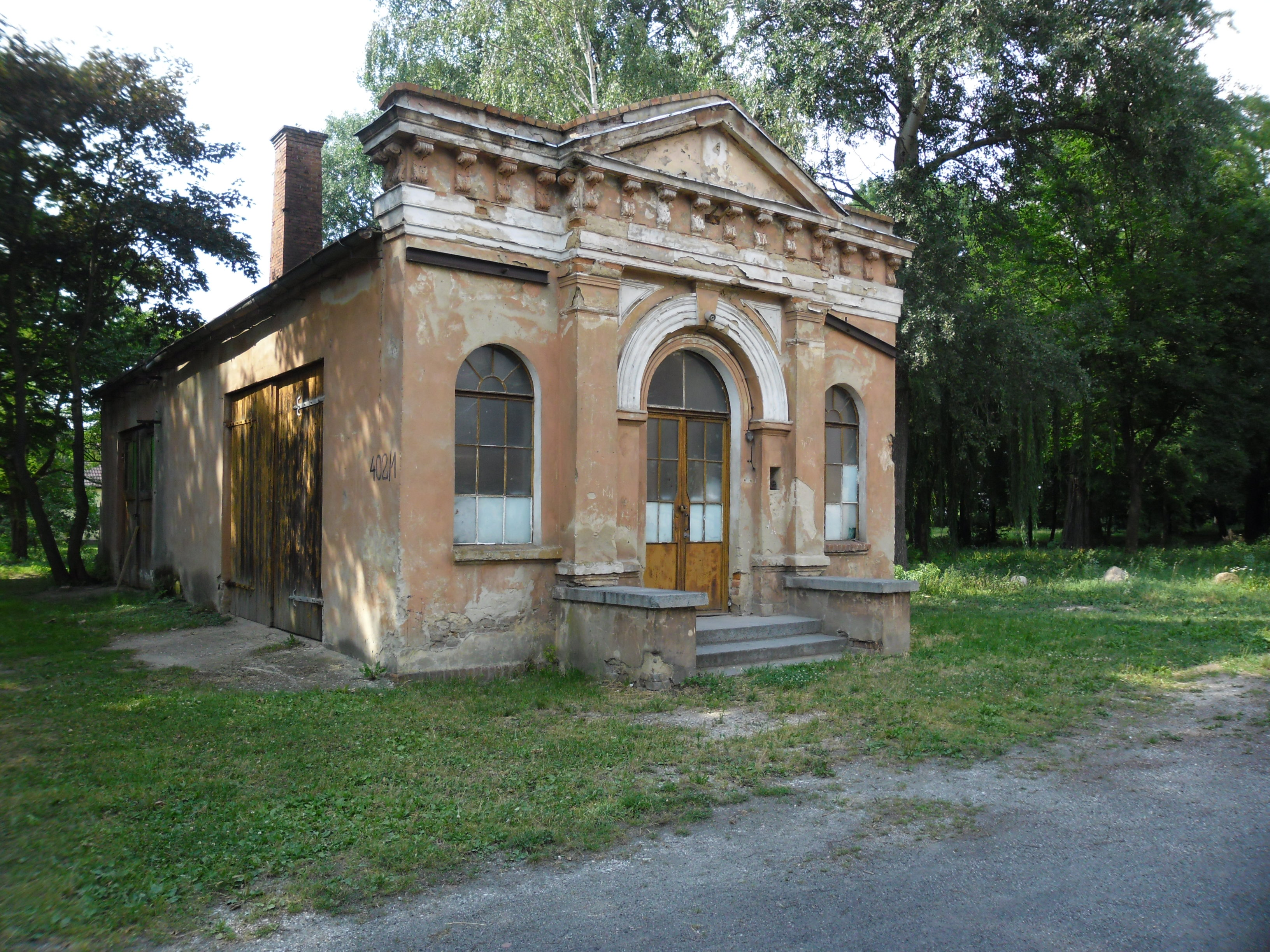
Dawna oranżeria
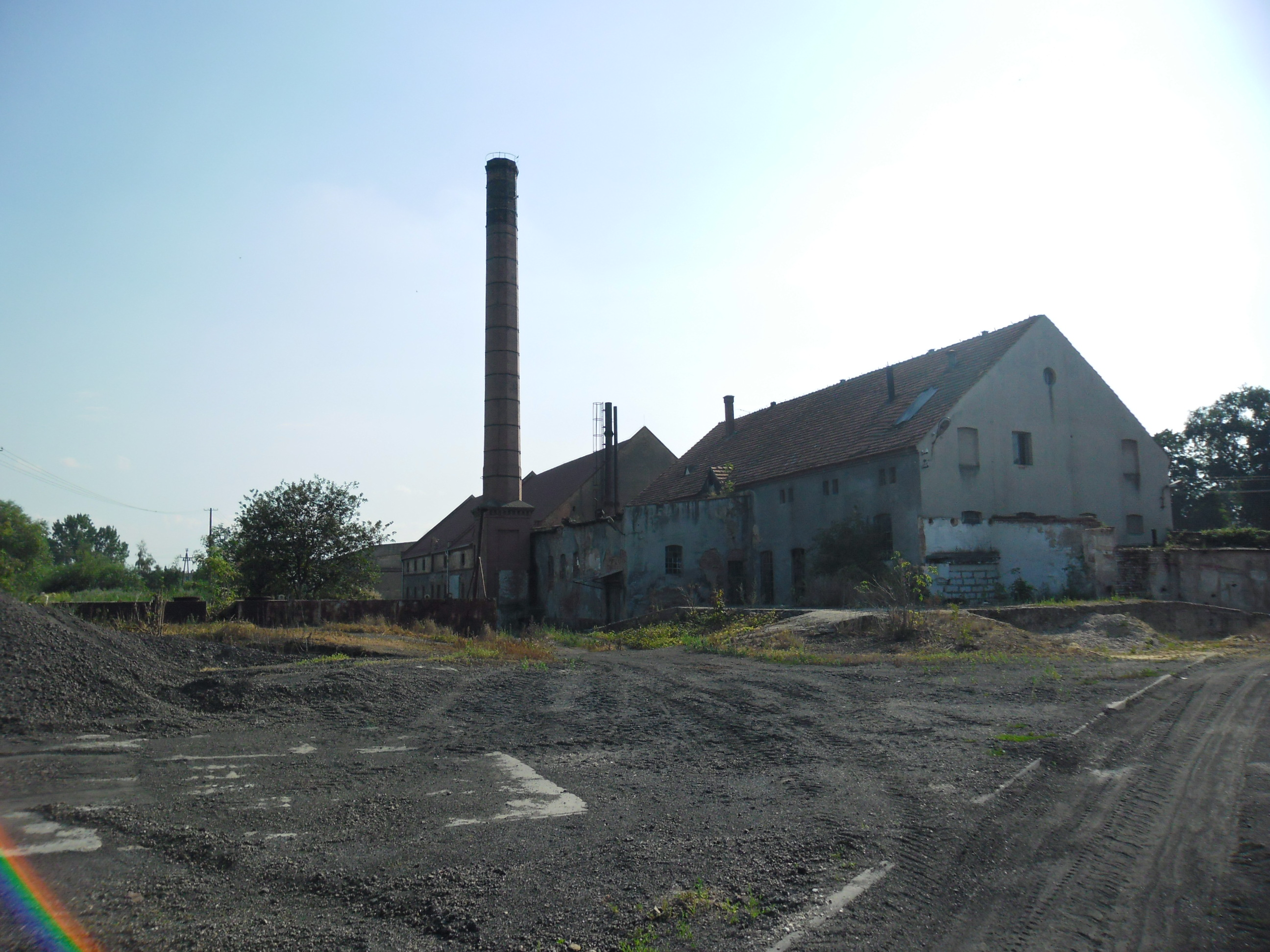
Dawna gorzelnia
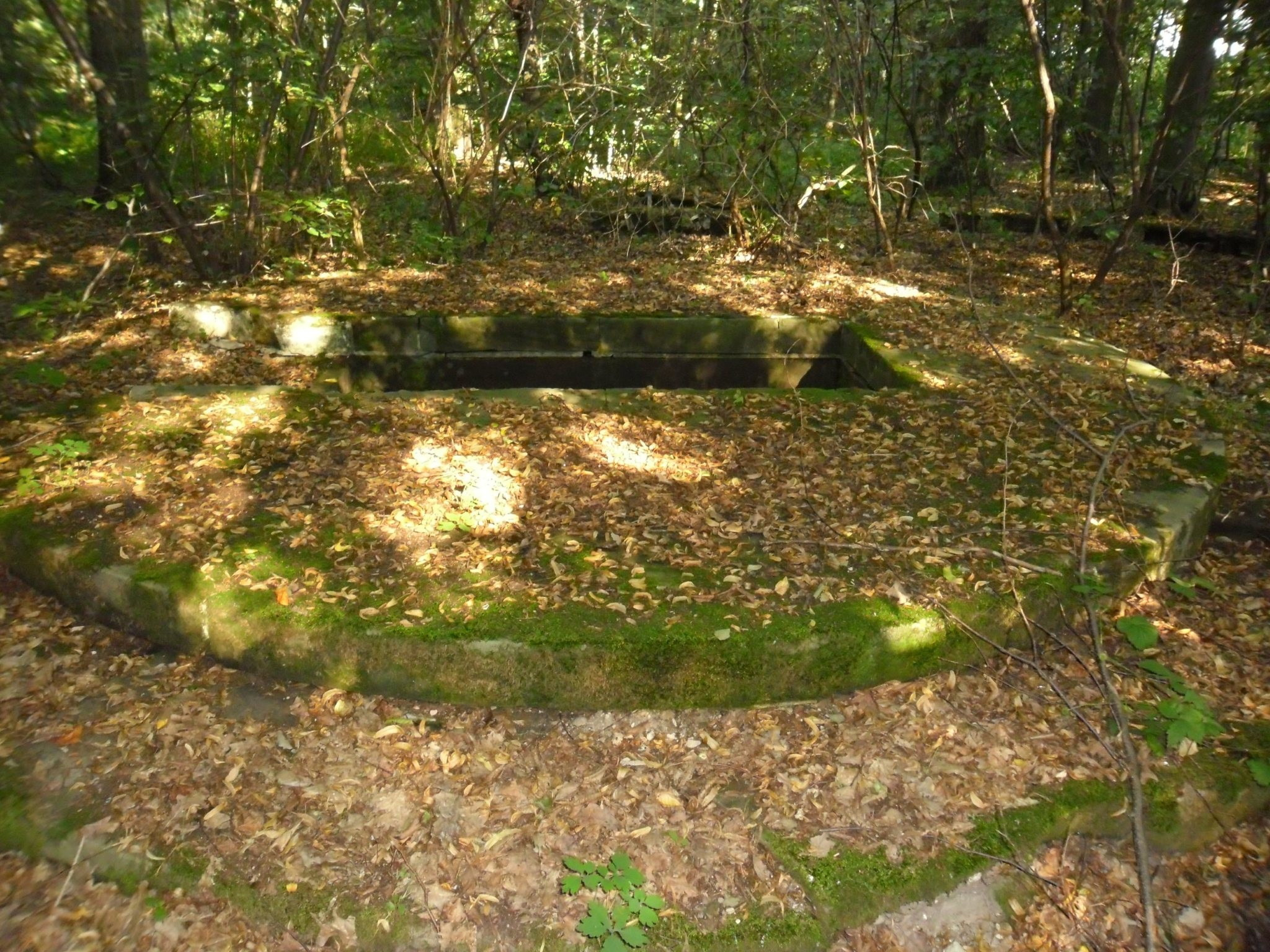
Zniszczony grób Elisabeth von Carnap
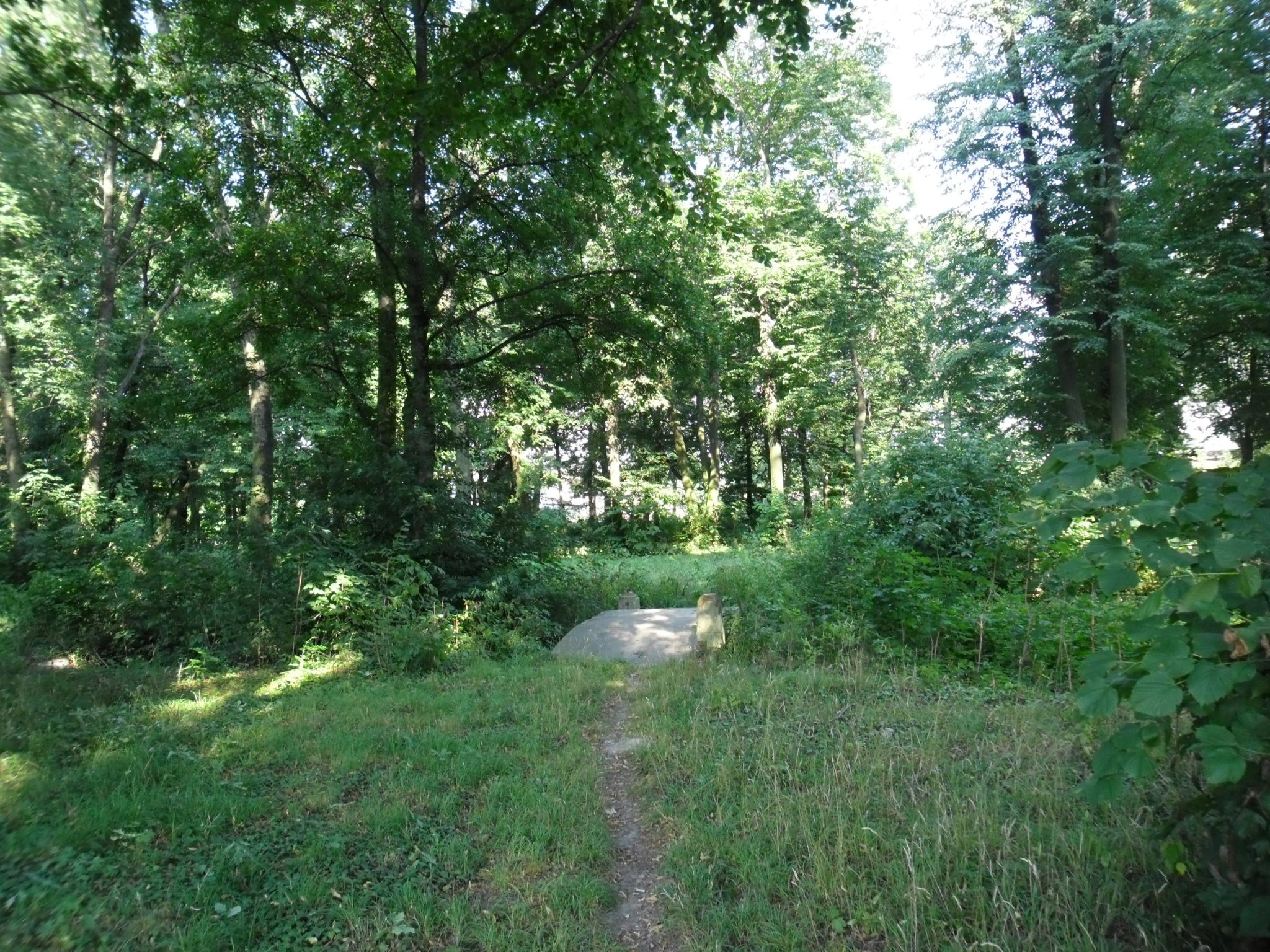
Park pałacowy
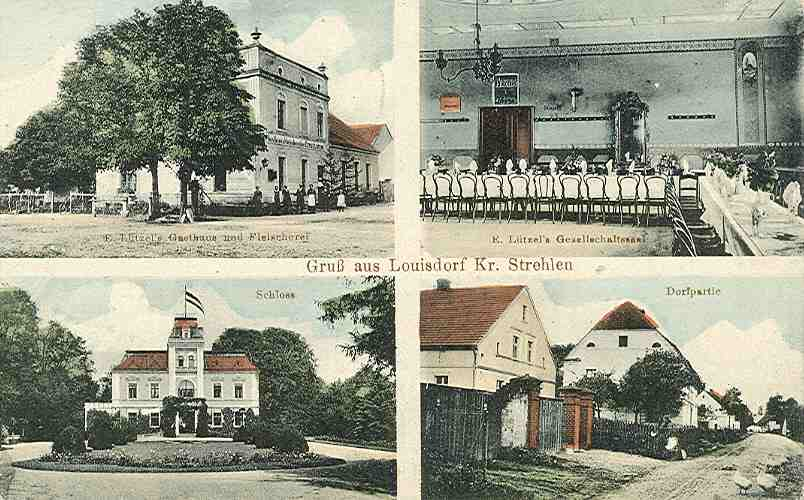
Pocztówka z pałacem